# Сочиапамский чинантекский язык
Сочиапамский чинантекский язык (Chinanteco del oeste, Sochiapam Chinantec, Sochiapan Chinantec) — чинантекский язык, на котором говорят в муниципалитетах Куикатлан, Ретумбадеро, Сан-Педро-Сочиапан, Сан-Хуан-Сапотитлан, Сан-Хуан-Саутла, Сантьяго-Кецалапа на севере штата Оахака в Мексике. Это наиболее близкий к тлакоацинтепекскому диалекту, с которым у него схожесть в лексике на 66 % (взаимопонятность в обратном направлении на 75 %, предположительно, из-за близких отношений в этом направлении). В сочиапамском чинантекском языке есть 7 тонов: высокий, средний, низкий, высокий падающий, средний падающий, средний растущий и низкий растущий.
Как и в других чинантекских и масатекских языках, сочиапамский чинантекский знаменит своей свистящей речью (применяют лишь мужчины, но понимают все). Более необычно, как уже сообщалось, что в этом диалекте была замечен редкий случай абсолютивной системы.